# Ван ден Вингарт, Кристина
Кристина Ван ден Вингарт (нидерл. Christine Van Den Wyngaert; род. 2 апреля 1952 года в Антверпене, Бельгия) — бельгийский юрист, специалист по уголовному праву, доктор права. В 2003—2009 годах судья Международного трибунала по бывшей Югославии, с 2009 по 2018 годы судья Международного уголовного суда.
Родилась в 1952 году в Антверпене, Бельгия. В 1974 году окончила Брюссельский свободный университет, факультет права и криминологии. В 1979 году получила докторскую степень по праву. С 1985 года по 2005 год профессор права Антвепернского университета, преподавала бельгийское уголовно-процессуальное право, сравнительное уголовное и европейское уголовное право.
В 2000—2002 годах была временным судьёй Международного суда ООН по рассмотрению вопроса об юрисдикционном иммунитете (Дело в отношении ордера на арест, выданного 11 апреля 2000 года, Демократическая Республика Конго против Бельгии). С 2003 года исполняла обязанности специального судьи (ad litem) Международного трибунала по бывшей Югославии, с 2005 года назначена в качестве постоянного судьи МБТЮ. В 2009 году избрана судьёй Международного уголовного суда.
8 июля 2013 года Король Бельгии Альберт II удостоил её титула баронессы за достижения в работе в качестве международного судьи.